# Акулінін Ігор Іванович
Ігор Іванович Акулінін (31 серпня 1965, Москва, СРСР) — радянський хокеїст, нападник.

## Біографічні відомості
Вихованець московського «Динамо». Бронзовий призер молодіжної першості Радянського Союзу 1983 року Його партнерами у тому складі були Михайло Шталенков, Андрій Віттенберг, Вадим Благодатських, Олексій Амелін, Олег Марінін, Ігор Павлов. 
Виступав за команди майстрів «Динамо» (Москва), «Динамо» (Харків), «Спартак» (Москва) і «Динамо» (Рига). У вищій лізі СРСР провів 233 матчі (32+34). Після розпаду Радянського Союзу грав за австрійські, швейцарські, італійські, французькі, нідерландські і німецькі клуби. Завершував виступи у підмосковному «Витязі». 2004 року перейшов на посаду начальника команди.

## Досягнення
- Срібний призер чемпіонату СРСР (1): 1988
- Чемпіон Нідерландів (1): 1994
- Чемпіон Франції (2): 1996, 1997

## Статистика
У чемпіонаті СРСР:
| Сезон               | Клуб                | Ліга                | І   | Г  | П  | О  | ШХ  |
| ------------------- | ------------------- | ------------------- | --- | -- | -- | -- | --- |
| 1983-84             | «Динамо» (Москва)   | СРСР                | 5   | 0  | 0  | 0  | 0   |
| 1984-85             | «Динамо» (Москва)   | СРСР                | 3   | 0  | 0  | 0  | 4   |
|                     | «Динамо» (Харків)   | СРСР-2              | 10  | 2  | 0  | 2  | 2   |
| 1985-86             | «Спартак» (Москва)  | СРСР                | 5   | 0  | 0  | 0  | 0   |
| 1986-87             | «Динамо» (Рига)     | СРСР                | 37  | 10 | 5  | 15 | 14  |
| 1987-88             | «Динамо» (Рига)     | СРСР                | 39  | 6  | 1  | 7  | 12  |
| 1988-89             | «Динамо» (Рига)     | СРСР                | 33  | 6  | 8  | 14 | 30  |
| 1989-90             | «Динамо» (Рига)     | СРСР                | 38  | 2  | 10 | 12 | 18  |
| 1990-91             | «Динамо» (Рига)     | СРСР                | 43  | 3  | 3  | 6  | 14  |
| 1991-92             | «Старс» (Рига)      | СРСР                | 30  | 5  | 7  | 12 | 16  |
| Всього у вищій лізі | Всього у вищій лізі | Всього у вищій лізі | 233 | 32 | 34 | 66 | 108 |